# David Arquette
David James Arquette (Winchester (Virginia), 8 september 1971) is een Amerikaanse acteur en musicus. Hij komt uit een echte Hollywood-familie; zijn zusters Patricia, Rosanna en Alexis, zijn broer Richmond en zijn vader Lewis zijn allen acteurs.

## Levensloop
Arquette voltooide een opleiding bij de Second City Theatre Group en begon zijn carrière in 1989 met de televisieserie The Outsiders van Francis Ford Coppola. Hij had zowel professioneel als privé succes met zijn rol als Dewey in de horror-trilogie Scream. De reeks werd goed ontvangen en Arquette ontmoette bij de opnames Courteney Cox, met wie hij in 1999 in het huwelijk trad. Op 13 juni 2004 werd hun eerste kind, een dochter, geboren. In oktober 2010 werd bekendgemaakt dat het stel na elf jaar gaat scheiden. Op 28 mei 2013 was de scheiding definitief.
In 2002 'won' Arquette ter promotie van de worstelfilm Ready to Rumble het WCW Heavyweight-wereldkampioenschap worstelen. Sindsdien hebben veel worstelfans een hekel aan hem. Daarnaast is Arquette ook actief als regisseur en componist. In zijn vrije tijd toert hij geregeld met zijn band Ear 2000 door de VS.

## Filmografie
- Scream (2022)
- Happy Face Killer (2014)
- Scream 4 (2011)
- Nosebleed (2008)
- Hamlet 2 (2008)
- The Tripper (2006)
- The Darwin Awards (2006)
- The Adventures of Sharkboy and Lavagirl 3-D (2005)
- Slingshot (2005)
- Riding the Bullet (2004)
- Never Die Alone (2004)
- Stealing Sinatra (2003)
- A Foreign Affair (2003)
- It's a Very Merry Muppet Christmas Movie (2002)
- Happy Here and Now (2002)
- Eight Legged Freaks (2002)
- The Grey Zone (2001)
- The Shrink Is In (2001)
- See Spot Run (2001)
- 3000 Miles to Graceland (2001)
- Ready to Rumble (2000)
- Scream 3 (2000)
- Muppets from Space (1999)
- Never Been Kissed (1999)
- Ravenous (1999)
- The Runner (1999)
- Free Money (1998)
- RPM (1998)
- Scream 2 (1997)
- Life During Wartime (1997)
- Kiss & Tell (1997)
- Dream with the Fishes (1997)
- Scream (1996)
- Johns (1996)
- Skin and Bone (1996)
- Beautiful Girls (1996)
- Friends (1 aflevering, 1996)
- Wild Bill (1995)
- Fall Time (1995)
- Airheads (1994)
- RoadRacers (1994)
- The Road Killers (1994)
- The Killing Box (1993)
- An Ambush of Ghosts (1993)
- Where the Day Takes You (1992)
- Buffy the Vampire Slayer (1992)
- Halfway House (1992)